# Walk Together, Rock Together
Walk Together, Rock Together è il terzo  album discografico in studio del gruppo musicale punk rock statunitense 7 Seconds, pubblicato nel 1985.

## Tracce
1. Regress No Way - 1:09
2. We're Gonna Fight - 3:24
3. In Your Face - 1:07
4. Spread - 1:09
5. 99 Red Balloons (Nena cover) - 3:41
6. Remains to Be Seen - 1:31
7. Walk Together, Rock Together - 1:48
8. How Do You Think You'd Feel - 1:34
9. Strength - 2:24
10. Still Believe [Live] - 1:39
11. Out of Touch [Live] - 1:49
12. Drug Control [Live] - 0:45
13. Bottomless Pit [Live] - 1:23
14. This Is the Angry Pt. 2/New Wind/We're Gonna Fight [Live] - 5:16

## Formazione
- Kevin Seconds - voce
- Dan Pozniak - chitarra, voce
- Troy Mowat - batteria
- Steve Youth - basso, piano